# گویش فارسی خراسانی
گویش خراسانی یکی از گویش‌های زبان پارسی است که برخی از مردم خراسان و کومش بدان سخن می‌گویند.
منظور از گویش خراسانی گویش مردمان بومی و اصیل این سرزمین است که کشورهای تاجیکستان، افغانستان، ازبکستان، ترکمنستان و همهٔ بخشهای شمال شرقی ایران را در بر می‌گرفت نه گویش مردمانی که به این سرزمین مهاجرت کرده‌اند.
گویش فارسی خراسانی از گویش‌های اصیل و مهم زبان فارسی است که به سبب کثرت مردمانی که بدان سخن می‌گویند و نیز به سبب پایگاه محکمی که زبان فارسی همیشه در خراسان داشته است یک گویش بسیار ارزشمند است. بسیاری از واژه‌هایی که در گذشته بخشی از گنجینه زبان فارسی را ساخته‌اند، امروزه در زبان روزمره کاربرد خود را از دست داده‌اند؛ اما در گویش خراسانی هنوز رواج دارند و زنده و کارساز مانده‌اند. واژگان این فرهنگ عامیانه و گفتاری‌اند. واژگان خارجی رایج در پارسی خراسان در این فرهنگ کمتر آمده است.
گویش خراسانی به‌طور کلی به دو گروه تقسیم می‌شود:
خراسانی شرقی و خراسانی غربی.
خراسانی شرقی شامل مرکز و شرق کشور افغانستان و تاجکیستان می‌باشد.
خراسانی غربی شامل استان خراسان، شرق استان سمنان، مردم فارسی‌زبان شرق استان گلستان، ولایت هرات و فارس‌های ترکمنستان می‌شود که با خراسان شرقی تفاوت دارد.
برخی از واژگان گویش‌های خراسانی با واژگان زبان لری و مازندرانی و همچنین گویش سیستانی قرابت دارد.

## پراکندگی
گویش پارسی خراسانی تنها گویش پارسی ایرانی است که خارج ایران هم گویشور دارد. از شرق تا هرات گویشور دارد. از شمال‌شرق میان مردم فارس ترکمنستان (بیشتر در مرو و عشق‌آباد هستند) گویشور دارد. از غرب تا مرز مازندران (شاهرود، دامغان) گویشور دارد. از شمال هم تا بجنورد گویشور دارد اما هرچه به سمت شمال خراسان می‌رویم رنگ و بوی زبان‌های کردی و ترکی خراسانی و تأثیرات این دو زبان بر گویش پارسی زبانان منطقه بیشتر می‌شود. از جنوب هم تا نزدیک‌های شهرستان نهبندان گویشور دارد هر چه به به سمت سیستان و کرمان می‌رویم از گویش پارسی خراسانی فاصله می‌گیرد به زبان دهقانان و سکاها(گویش سیستانی) نزدیک می‌شود.

## تقسیم ایوانوف و کلباسی از گویش‌های خراسانی

### تقسیم ایوانوف از گویشهای خراسانی
ایوانوف گویشهای خراسانی را به سه گروه اصلی تقسیم کرده است: گروه شمالی که در جوین سبزوار و نیشابور به آن تکلم می‌شود؛ گروه مرکزی که در ترشیز و گناباد رایجاست؛ و گروه جنوبی که گویشوران آن در قائن، تون و بیرجند سکونت دارند. به‌نظر او اختلاف میان این سه گروه بسیار اندک است و نمی‌توان آن‌ها را گویشهای مجزایی به حساب آورد؛ به‌علاوه، این گروه‌ها واژه‌های بسیاری را از یکدیگر وام گرفته‌اند.
او این همانندی در خور توجه را به گویش شمال‌شرقی فارسی دری نسبت می‌دهد که از قرون چهارم و پنجم به بعد زبان ادبی فارسی را شکل داده و گویشهای خراسانی کنونی از آن مشتق شده است.

### تقسیم کلباسی از گویشهای خراسانی
اما کلباسی برخلاف ایوانوف، گویشهای منطقه خراسان را ذیل زبانهای ایرانی نو جنوب‌غربی قرار داده و گونه‌های زبانی چون سبزواری، نیشابوری، کاشمری، تونی، قائنی و بیرجندی را در زمره گویشهای منطقه خراسان آورده، ضمن آن‌که مشهدی را لهجه‌ای از زبان فارسی معیار دانسته است.

## قدیمی‌ترین اقوام فارسی این ناحیه
براساس نظر ایوانوف، ساکنان روستاهای دامنه شمالی محدوده جغتای، در ناحیه جوین، قدیم‌ترین اقوام فارسی‌زبان این ناحیه‌اند که از نواحی قدیمی قومس، ابیورد، سرخس و بخشی از سرجام به آن‌جا نقل‌مکان کرده‌اند.
ایوانوف معتقد است که در نواحی بجستان، بشرویه، ارسک، کاخک (بخشی در شهرستان گناباد)، و خواف، جام و تایباد جمعیت فارسی‌زبانان بسیار اندک است. او نواحی گناباد، قائن و تون (فردوس) را از نواحی بسیار قدیم خراسان دانسته است که بیش‌تر با هرات در ارتباط بوده‌اند. به نظر وی در طول مرزهای افغانستان و همچنین در نواحی مرزی سیستان و کرمان زبان دهقانان از زبان خراسانی فاصله می‌گیرد و بیش‌تر به زبان باستانی سیستان (سکایی) نزدیک می‌شود، مانند زبان رایجدر نهبندان.
توصیفی که ایوانوف از توزیع جمعیت فارسی زبان خراسان ارائه داده، به حدود یک قرن پیش بازمی‌گردد و با توزیع کنونی آن تفاوتهای بسیاری دارد. امروزه این جمعیت بیش‌تر در نواحی مرکزی و جنوبی خراسان سکونت دارند.

## تعداد گویش‌های خراسانی
گویش‌هایی چون فارسی قوچانی، سبزواری، نیشابوری، کاشمری، کوهسرخی، تربتی (تربت حیدریه و تربت جام)، تایبادی، گویش خواف و گناباد در خراسان رضوی؛ گویش بیرجندی، قائنی و گویش فردوس در خراسان جنوبی؛ و فارسی اسفراینی، فارسی بجنوردی، جاجرمی و سنخواستی در خراسان شمالی و گویش شاهرودی و دامغانی در استان سمنان و گویش هراتی که آخرین گویش فارسی خراسانی (از نظر شباهت به گویش‌های فارسی در ایران) در افغانستان است که در خراسان رضوی هم (نواحی مرزی) گویشور دارد نیز نمونه‌هایی از تعداد گویش‌های خراسانی محسوب می‌شوند.

## تأثیرات گویش فارسی خراسانی بر سایر زبان‌ها

### فارسی خراسانی و کردی کرمانجی
در زبان کردهای‌خراسان (کردی‌کرمانجی) برخی واژگان خراسانی به وفور دیده می‌شود. به گونه ای که ۶٫۷۲٪ زبان کردی کرمانجی واژگان پارسی خراسانی می‌باشد. همچنین نظام‌آوایی کردی کرمانجی خراسان به میزان درخور توجهی تحت تأثیر قوانین آوایی فارسی خراسانی قرار گرفته به گونه‌ای که ایوانوف معتقد است که نظام آوایی کردی خراسانی مستقل نیست و در واقع قواعد آوایی فارسی رایج در روستاهای خراسان را داراست.

### فارسی خراسانی و ترکی خراسانی
گویش فارسی خراسانی بر ترکی خراسانی هم نیز تأثیر بسیار داشته است. به گونه‌ای که زبان ترکی خراسانی که از زیرشاخه‌های زبان ایغوزی است نیز به زبان ترکی-ایرانی شهرت دارد. این تأثیر به ویژه در حوزه واژگان است که در ترکی خراسانی جنوبی و زبان خلجی بیشتر قابل مشاهده است.

### فارسی خراسانی و عربی
فارسی خراسانی نیز به زبان عربی، مردم عربخانه تأثیراتی داشته است. این تأثیر بیشتر در ساختار افعال و جملات گویش مردم عربخانه دیده می‌شود.

## اعداد
اعداد در گویش پارسی خراسانی تفاوت چندانی با پارسی معیار ندارد. اعداد این گویش شباهاتی با اعداد زبان کردی سورانی دارد.
| پارسی خراسانی | اوستایی | هندی       | پارسی | انگلیسی |
| ------------- | ------- | ---------- | ----- | ------- |
| yak/yag       | aevâ    | ek         | yek   | one     |
| du/di         | dvâ     | du         | do    | two     |
| se            | θeri    | tin        | seh   | three   |
| čâr           | čâθwâr  | čâr        | čâhâr | four    |
| panj          | pančâ   | pânč       | panj  | five    |
| šiš           | xšvaš   | sas        | šeš   | six     |
| haft          | haptâ   | saptâ(sât) | haft  | seven   |
| hašt          | aštâ    | astau(at)  | hašt  | eight   |
| noh/nöh       | navâ    | naua(no)   | noh   | nine    |
| dah           | dasâ    | dasâ(das)  | dah   | ten     |

## ضمایر
ضمایر در بیشتر گویش‌های خراسانی به این گونه است:
- من: مُ، مِ
- تو: تو، تِ
- او: او
- آن: او
- ما: ما
- شما: شُما، شِما
- آنها: اُنا، اونا

### ضمایر اشاره
- اینجا: اینجه، اینجی
- آنجا: اُنجه، اُنجی

اشاره به نزدیک مفرد
- همین: هَمی، هِمی

اشاره به دور مفرد
- همان:هَمو، هِمو

## اسم‌های خراسانی
- هجیر (اجیر): نامی از شخصیت‌های شاهنامه، نام پسر گودرز از پهلوانان ایرانی در زمان کیکاووس پادشاه کیانی[۱۶]
- تانیا: به معنای توانستن[۱۷]

## شباهت‌ها و تفاوت‌های نظام آوایی

### همخوان‌ها
نظام همخوانی اغلب گویشهای خراسانی همانند نظام همخوانی زبان فارسی معیار است، با این تفاوت که در گویشهای خراسانی واج z / ژ موجود نیست و به جای آن «ج» به کار می‌رود. در برخی از گویشهای خراسانی در تعداد محدودی از واژه‌ها آوای z وجود دارد، اما ارزش واجی ندارد و آن را می‌توان واجگونه‌ای از واج «ج» به‌شمار آورد. شایان ذکر است که در فارسی دری آغازین نیز «ژ» واجگونه‌ای از واج «ج» بوده که بعدها تحت تأثیر زبانهایی چون پارتی و سغدی به‌تدریج واجی مستقل شده است.

### دستگاه همخوانی
دستگاه همخوانی اغلب گویشهای خراسانی ۲۲ همخوان دارد، اما در برخی از موارد اختلافهای جزئی دیده می‌شود. برای مثال در گویش نیشابوری واج «غ» (y) مستقل از واج «ق» (q) است. این واجدر واژه‌ای نظیر چُغُند (فک) دیده می‌شود. در دستگاه همخوانی پارسی دری قرون اولیه اسلامی واجغ به صورت مستقل وجود داشته است. در متون قرون چهارم و پنجم ـکه اساساً در خراسان و ماوراء النهر نوشته شده‌اند غ در وسط کلمه بعد از واکه (مانند ارغوان) و گاهی در اول آن نیز می‌آمده است. بنابراین وجود این واجدر گویش نیشابوری ممکن است گواه این باشد که برخی از ویژگیهای پارسی دری آغازین هنوز هم در برخی از گویشهای خراسانی باقی‌مانده است. یکی دیگر از این ویژگیهای همخوانی کهن در گویش تربتی (تربت حیدریه) و نیشابوری مشاهده می‌شود، چنان‌که در این گویشها آوای سایشی و پشت‌دندانی ضعیف «ذ» (وجود دارد که در پارسی دری قرون نخستین هجری واجگونه‌ای از واج «د» (d) بوده و فقط بعد از واکه حادث می‌شده است. برای مثال واژه «این‌قدر» در گویش تربت حیدریه به صورت (اِقَذَر) eqaar؛ ترکیب «به او» به صورت (بذو) bu تلفظ می‌شود. واژه «چه‌قدر» نیز در گویش نیشابوری به صورت ciqar (چیقذر) تلفظ می‌شود. در برخی از متون کهن این آوا با حرف «ذ» کتابت شده و آن را ذال معجمه نامیده‌اند. در خور ذکر است که با آوای «ذ» عربی تفاوت دارد. عربی آوای سایشی میان دندانی قوی است. رخداد واجگونه از واج d در مقدمه شاهنامه ابومنصوری بسیار دیده می‌شود. رخداد این همخوان پس از یک واکه ظاهرآ تا سده هفتم رایج بوده و پس از آن به d «د» بدل شده است.

### همخوان همزه
همخوان «همزه» در برخی از گویش‌های خراسانی (نظیر گویش قائنی) وجود ندارد مگر در کلمات عربی که وارد این گویش شده‌اند و همیشه در وسط کلمه بعد از واکه قرار می‌گیرد، واژه (قلعه) qa¦la ¦ نمونه‌ای از آن است.

### واج همزه
نبودن واج همزه در برخی از گویش‌های خراسانی گواهی بر قدمت این گویش هاست زیرا در نظام همخوانی فارسی دری نخستین نیز (که همان نظام همخوانی ایرانی میانه غربی بوده)، واجهمزه وجود نداشته است. این واج بعدها تحت تأثیر زبان عربی به گونه‌هایی از فارسی دری راه یافته است.

### ساخت هجایی
ساختار هجایی اغلب گویش‌های خراسانی همانند ساختار هجایی زبان پارسی معیار است، اما در برخی از این گویشها مانند سبزواری و نیشابوری، خوشه همخوانی آغازین وجود دارد. واژه‌های parenna (روز سوم)، gleura (نوعی جمع کردن اشیا)، grÏft (گرفت) نمونه‌هایی از خوشه آغازین در گویش نیشابوری، و واژه‌های plexmu (فلاخن) و dlengovu (آویزان) نمونه‌هایی از گویش سبزواری است. این مشخصه نیز بازمانده ویژگیهای زبان پارسی میانه در پارسی دری نخستین است. از سوی دیگر در تعداد محدودی از گویش‌های خراسانی واجXw «خو» پارسی میانه که در تلفظ پارسی دری قرون اولیه اسلامی نیز وجود داشته ــ همچنان باقی‌مانده است. برای مثال در گویش مردم دشت بیاض، از توابع قائن، و نیز در گویش نیشابوری کلمه خواهر به صورت xwar تلفظ می‌شود.

### واکه‌ها
تعدد گویش‌های خراسانی بیش از هر چیز حاصل دگرگونی‌هایی است که به دلایل مختلف بر دستگاه واکه‌ای گویش پارسی دری نخستین اعمال شده است. تأثیر واکه‌ها و نمود آن‌ها در تنوع گویش‌های خراسانی به چند شکل متمایز است: تغییر نوع واکه‌ها از گویشی به گویشی دیگر؛ افزایش و کاهش کمیت آوایی واکه‌ها؛ جابه‌جایی واکه‌ها در واژه‌ها؛ کاستن یا افزودن واکه یا واکه‌های درون واژه‌ها. در تمام گویش‌های خراسانی علاوه بر شش واکه‌ای که در دستگاه واکه‌ای زبان پارسی معیار وجود دارد، واکه‌های دیگری نیز هست که تعداد و نوع آن‌ها از گویشی به گویش دیگر تغییر می‌کند. در بسیاری از گویش‌های خراسانی واکه‌های کشیده‌ای وجود دارد که می‌توان آن‌ها را بقایای دستگاه واکه‌ای زبان پارسی دری نخستین دانست. در نظام واکه‌ای فارسی دری هر هشت واکه زبان فارسی میانه (a, a¦, i,¦â , u, u¦, e¦, o¦) حفظ شده بود. واکه‌های e¦ و o¦ را در متون کهن به ترتیب «یای مجهول» و «واو مجهول» نامیده‌اند. تفاوت واکه‌های کوتاه و بلند در پارسی دری، همچون پارسی میانه، در کمیت بوده است؛ واکه کشیده a¦، ¦â و u¦ بعدها درنتیجه تحول به aª، i و u بدل شده است و این تحول به دلایل مختلف بعد از قرن نهم صورت گرفته است. دو مصوت e¦و o¦ نیز بعدها به i یا ey و u یا owبدل شده است. اغلب گویش‌های خراسانی برخی واکه‌های نظام هشت واکه‌ای پارسی دری را حفظ کرده و برخی دیگر را از دست داده‌اند یا تحت تأثیر دیگر زبانهای رایج منطقه (مانند کردی، ترکی) واکه‌های دیگری را کسب کرده‌اند. در اکثر گویشهای خراسانی (نظیر قائنی، بیرجندی، قوچانی، خوافی، تربت حیدریه، تربت جام) علاوه بر شش واکه اصلی زبان پارسی معیار، دو واکه o¦ و e¦ یا دست‌کم از آن دو وجود دارد. یکی دیگر از واکه‌های رایج در بسیاری از گویش‌های خراسانی واکه نیم‌باز و پیشین À است که در نظام واکه‌ای گویشهایی مانند قائنی، خواف و تربت‌جام وجود دارد. در گویش قائن جفت کشیده واج ¦À به عنوان واجی مستقل در نظام واکه‌ای این گویش نقش تمایزدهنده دارد. برای مثال واکه ¦À واژه p¦Àlu (پلو: پهلو) را در تقابل با واژه pÀlu (پلو: پلها)؛ قرار می‌دهد. دستگاه واکه‌ای برخی از گویش‌های خراسانی به دلیل مجاورت و تعامل بسیار با زبانها و دیگر گویشهای منطقه تغییرات آشکاری کرده است. برای نمونه در گویش پارسی قوچانی نُه واکه بسیط a, aª, e, e¦, o, u, i, Ï, Î وجود دارد. به نظر می‌رسد که دو واکه پیشین، گرد و بسته Ï (برای مثال در واژه mÏn به‌معنای «میان») و نیم‌بسته Î (در واژه rÎz به معنای «روز») تحت‌تأثیر زبان کردی و ترکی وارد پارسی قوچانی شده باشد.

### واکه‌های مرکب (نیم واکه‌ها)
در اغلب گویش‌های خراسانی واکه‌های مرکّب ey و ow وجود دارد. واژه‌های es§tow (اشتو: شتاب) در گویش تربتی، در گویش تونی aftow (افتو: آفتاب) و در گویش بیرجند، mowra (مَورَه: مُهره) ،همچنین در گویش تونی و گویش اسفراینی، low (لو: لب) در گویش قوچانی، و keyg (کَیگ: کک) در گویش خواف و tow (تو: تاب) در گویش سبزواری مثالهایی از این واکه‌های مرکّب هستند. البته علاوه بر این واکه‌های مرکّب، واکه‌های مرکّب دیگری نیز در برخی از گویش‌های خراسانی رایج است، مثلاً aw در گویش سبزواری، فردوس، قائن و تربت‌جام (sawzسوز: سبز، kawk کوک: کبک) و w (g w: گو: گاو) در گویش تربت‌جام و ay در گویش قائنی و اسفراینی (xoday خودی: با)

### ویژگی‌ها و فرایندهای آوایی مشترک در نظام همخوانی
مشخصه‌های آوایی مشترک در نظام همخوانی گویش‌های خراسانی به دو دسته تقسیم می‌شود:
۱:مشخصه‌های آوایی بازمانده از گونه گفتاری زبان پارسی دری نخستین که در گویش‌های خراسانی به همان شکل اولیه باقی مانده، اما در زبان پارسی معیار تحولاتی پذیرفته است.
۲: مشخصه‌های آوایی که با مشخصه‌های پارسی دری نخستین و نیز زبان پارسی معیار تفاوت دارد و گاه در برخی از گویش‌های ایرانی دیگر دیده می‌شود.

### مهم‌ترین فرایندهای آوایی مشترک در نظام همخوانی
مهم‌ترین فرایندهای آوایی مشترک در نظام همخوانی گویش‌های خراسانی عبارت‌اند از: ابدال، حذف، همگونی و ناهمگونی، قلب و درجکه در خلال بیان این فرایندها به دسته‌بندی دوگانه مذکور نیز پرداخته می‌شود.

### ابدال
فرایند ابدال یک آوا به آوای دیگر گاه براثر همگونی و گاه براثر ناهمگونی یک مشخصه یا مشخصه‌هایی از یک آوا با آواهای مجاورش صورت می‌گیرد. این فرایند در اغلب گویش‌های خراسانی رایج است. ابدال همخوان «ر» به «ل» در بسیاری از گویشهای خراسانی دیده می‌شود. برای مثال واژه‌های دیوار و برگ در گویش قائنی، بیرجندی و گویش فردوس «دیوال» و «بلگ»، در گویش‌های تربت حیدریه، سبزواری، و تربت جام به شکل «دیفال» و «بلک» و در گویشهای اسفراینی و خواف به صورت «دیفال» و «بلگ» تلفظ می‌شود. به نظر می‌رسد که میل به واکرفتگی همخوانها در میان دو واکه یا در پایان واژه در گویش‌های شمال خراسان در مقایسه با گویشهای جنوب خراسان، بسیار بیش‌تر است، تبدیل «و» به «ف» در واژه دیفال و تبدیل «گ» به «ک» در واژه بلک بیانگر چنین تمایلی است. فرایند ابدال «ر» به «ل» منحصر به گویش‌های خراسانی نیست و در گویش‌های ایرانی دیگر نظیر کردی نیز دیده می‌شود. درخور ذکر است که در منابع زبان پهلوی ساسانی بسیاری از کلماتی که دارای یکی از این دو همخوان هستند با همخوان دیگر نیز آوانویسی شده‌اند؛ برای مثال واژه برگ در پهلوی با دو صورت آوانویسی warg و walg آمده است.

### ویژگی آوایی فارسی دری و فارسی میانه
بنابراین وجود این ویژگی آوایی در اغلب گویشهای خراسان نشان‌دهنده ویژگیهای کهن فارسی دری نخستین است که آن نیز به نوبه خود برگرفته از ویژگیهای زبان فارسی میانه بوده است. آثار باقی‌مانده از نخستین ترجمه‌هایی که از قرآن کریم از قرون چهارم و پنجم به زبان فارسی برجای مانده و منعکس‌کننده گونه‌های گفتاری زبان فارسی دری نخستین پیش از شکل‌گیری زبان ادبی است، نشان می‌دهد که این ویژگی آوایی در دوره رشد و تکوین زبان فارسی دری نیز ثبت شده است. یکی دیگر از ویژگی‌های آوایی کهن گویش‌های خراسانی بر جای مانده از زبان فارسی دری نخستین، این است که در مواردی که در فارسی معیار همخوانهای لبی و لب و دندانی غیرخیشومی «و»، «ب» و «ف» در پایان هجا یا در محیط بین دو واکه دیده می‌شود، به جای این همخوانها واجغلت w وجود دارد، برای مثال واژه‌های ga¦v (گاو) و a¦b (آب) در گویشهای قوچانی، اسفراینی، نیشابوری، سبزواری، گویش تربت‌حیدریه، خواف، قائن، بیرجند، تایباد و کاشمر به صورت gow و ow تلفظ می‌شود. تبدیل واج «س» به «ش» در برخی از گویش‌های خراسانی به ویژه گویش‌های جنوبی خراسان دیده می‌شود، برای مثال واژه سخت در گویش بیرجندی، گنابادی و اسفراین به صورت شَخ و در گویش قائنی به صورت «شِخ» تلفظ می‌گردد. تبدیل واج «ف» به «خ» نیز اتفاق می‌افتد، برای مثال واژه سفال در گویش بیرجندی و قائنی به صورت «سِخال» و «شخال» تلفظ می‌شود.

### حذف
حذف همخوانهای t, d یا n در پایان برخی از واژه‌ها در بسیاری از گویشهای خراسانی دیده می‌شود. حذف همخوان t از پایان واژه mast و حذف همخوان d از پایان واژه bud و تلفظ به صورتهای mas و bu در گویشهای اسفراینی، نیشابوری، کلیدری، کاخکی، قائنی، بیرجندی و تربت حیدریه و حذف آوای n در پایان بسیاری از کلمات در گویشهای نیشابوری، کاشمری، گویش تونی، خواف، قائنی، بیرجندی و تایباد برای مثال تلفظ واژه نان به صورت nu (نو) نمونه‌هایی از فرایند حذف است. واژه‌هایی که همخوان پایانی آن‌ها حذف شده است، اگر با پسوندی دیگر نظیر پسوند جمع ترکیب شوند، همخوان حذف شده آشکار می‌گردد. برای مثال جمع واژه nu¦ (نو) nuna¦ (نونا) است. حذف واجb (ب) در پایان واژه نیز در برخی از گویش‌های خراسانی دیده می‌شود. برای مثال واژه چوب در گویش‌های کاشمری، بیرجندی گویش تونی و قاینی، c§u (چو) و در گویش‌های تربت‌حیدریه، اسفراینی، نیشابوری و قوچانی c§ow (چو) تلفظ می‌شود. گویش‌های جنوب خراسان،  مانند گویش تونی ، قائنی و بیرجندی، تمایل به حذف همخوان پایانی بسیار بیش‌تر از گویش‌های شمالی‌تر خراسان است. این دسته از فرایندهای حذف منحصر به گویش‌های خراسانی نیست و در برخی از گویش‌های ایرانی دیگر نظیر کردی کرمانشاهی نیز رخ می‌دهد.

### همگونی و ناهمگونی
در بسیاری از گویش‌های خراسانی همخوان انسدادی «ق» به همخوان سایشی «خ» مبدل می‌شود. برای مثال در گویش تونی، گویش اسفراینی، سبزواری، بیرجندی، قائنی، تربت‌حیدریه و کاشمری واژه وقت براثر فرایند ناهمگون شدن واج انسدادی «ق» با واج انسدادی «ت» و تبدیل آن به واجسایشی «خ» به‌صورت vax (t) (وخ/ وخت) و واژه سقف براثر فرایند همگون شدن واج انسدادی «ق» با سایشی «ف» و تبدیل آن به سایشی «خ» به‌صورت sax (f) (سخ/ سخف) تلفظ می‌شود. در بسیاری از گویش‌های خراسان عکس این فرایند نیز دیده می‌شود؛ یعنی همخوان سایشی «خ» به همخوان انسدادی «ق» تبدیل می‌گردد. برای مثال در گویش اسفراینی واژه استخوان به صورت osteqa¦n استقان؛ در گویش نیشابوری به صورت a¦stoqo، در گویش تربت‌حیدریه astequ، در گویش قائن estÀqu، در گویش تونی ostoqu و در گویش تایباد به صورت estequn تلفظ می‌گردد.

### قلب یا جابجایی
در این فرایند دو همخوان در ترکیب براثر همنشینی جای خود را باهم عوض می‌کنند.
گاه فرایند قلب به تنهایی و گاه همراه با فرایند ابدال یا حذف صورت می‌گیرد. برای مثال واژه فتیله در گویش اسفراینی و تایبادی به شکل pelita، در گویش سبزواری و تربت‌حیدریه به صورت plita، در گویش قائنی به صورت pÀlitÀ، در گویش بیرجندی به شکل falitta، و در نیشابوری به صورت pilta آمده است. در گویش اسفراین واژه استخر براثر فرایند قلب به صورت (استرخ) estarx تلفظ می‌شود. در گویش قائن و سبزوار علاوه بر فرایند قلب، فرایند ابدال نیز رخ داده و این واژه به صورت (استلخ) estalx درآمده است. در گویش‌های نیشابور، بیرجند و تربت‌حیدریه فرایند حذف در نهایت این واژه را به صورت‌تلخ (talx) درآورده است.

### درج
در بسیاری از گویش‌های خراسانی در واژه‌های مختوم به دو همخوان، یک واکه در میان این دو همخوان درجمی‌گردد. برای مثال در گویش سبزواری واژه عصر به صورت aser و واژه گرم به صورت garomتلفظ می‌شود؛ در فارسی قوچانی یا کاخکی گناباد واژه صبر به صورت saber و واژه تخم به صورت toxom ادا می‌شود، در گویش تربت‌حیدریه واژه ترش به صورت torus§ و واژه حکم به صورت hokom تلفظ می‌شود.

### ویژگی‌های آوایی مشترک و کهن
یکی از ویژگی‌های آوایی مشترک و کهن در گویش‌های خراسانی باقی ماندن واکه آغازین e در آغاز واژه‌هایی است که در فارسی معیار با واج «ش» (s§) و «س» (s) آغاز می‌شوند. واژه‌هایی مانند اشتو (es§taw)، اشکم (es§kam)، استره (estarÀ)، اسپید (espid) در گویش‌های تایباد، قائن، فردوس، تربت حیدریه، بیرجند، سبزواری و گنابادی شواهدی دالّ بر این ویژگی‌اند. این ویژگی آوایی مشترک در میان گویش‌های خراسانی بازمانده از فارسی دری قرون نخستین هجری است. در آن زمان در آغاز واژه‌هایی که در فارسی میانه با خوشه همخوانی آغاز می‌شدند یک واکه درج می‌شده است. علاوه بر این ویژگی‌های تاریخی، در میان گویش‌های خراسانی تنوع ابدال‌های واکه‌ای نیز بسیار زیاد است. این ابدال‌ها گاه حاصل فرایند تخفیف و گاه حاصل پیشین شدن یک واکه پسین و گاه براثر فرایندهایی معکوس این دو فرایند یا ترکیبی از این دو رخ می‌دهد.

## شباهت‌ها و تفاوت‌های نظام صرفی
در همه گویش‌های خراسانی همانند زبان فارسی معیار، اسامی دارای دو شکل مفرد و جمع‌اند و نشانه جمع اسامی در بسیاری از این گویش‌ها همانند گونه گفتاری زبان فارسی معیار است. در بیش‌تر این گویشها نشانه جمع در اسامی مختوم به همخوان، تکواژ -a¦ است مانند keta¦ba¦ که جمع واژه کتاب است و در اسامی مختوم به واکه تکواژ-ha¦ یا تکواژگونه -ya¦ به کار می‌رود، برای مثال قالیا (qa¦liya¦) جمع قالی در برخی گویش‌های خراسانی تکواژگونه‌های متفاوتی برای جمع بستن وجود دارد. برای مثال در گویش قائنی با دو تکواژگونه -uو -awاسامی را جمع می‌بندند. شرایط آوایی اتصال هریک از این تکواژگونه‌ها به پایه اسمی، به بافت آوایی بستگی دارد.

### صفت
ساختار صفت و موصوف و صفت تفضیلی (برتر) در گویش‌های خراسانی همانند زبان فارسی معیار است. در بسیاری از گویش‌های خراسانی نظیر قوچانی، اسفراینی، تربت‌حیدریه، قائنی و بیرجندی کاربرد صفت عالی (برترین) بسیار نادر است و به جای آن از ترکیب «از همه + صفت + تر» استفاده می‌شود.

### قید
قیدها در گویش‌های خراسانی همانندی بسیاری با زبان فارسی معیار دارند و تفاوت آن‌ها با یکدیگر بیش‌تر آوایی و تلفظی است، برای مثال قید زمان دیشب در گویش سبزواری و اسفراینی به صورت dis§na، در نیشابوری، کاشمری، قائنی dus§nÀ در بیرجندی dus§inaو در گویش‌های قوچانی و تایباد به صورت dis§ow تلفظ می‌شود.
گاه این تفاوتهای آوایی بسیار زیاد شده و تشخیص معنای واژه از روی صورت آن مشکل به نظر می‌رسد برای مثال در گویش‌های نیشابوری، سبزواری، تربت‌حیدریه و بیرجندی قید زمان دیروز به صورت dine/ dina و قید زمان پریروز به صورت perenna / prenna parenna (در گویش بیرجندی pare¦na) تلفظ می‌شود همچنین در گویش‌های نیشابوری، کاشمری قید فردا و پس فردا به صورت / seba pas seba تلفط می‌شود.

### قید زمان
گاه این تفاوتهای آوایی بسیار زیاد شده و تشخیص معنای واژه از روی صورت آن مشکل به نظر می‌رسد برای مثال در گویش‌های نیشابوری، سبزواری، تربت‌حیدریه و بیرجندی قید زمان دیروز به صورت dine/ dina و قید زمان پریروز به صورت perenna/ parenna prenna (در گویش بیرجندی pare¦na) تلفظ می‌شود.

### حروف اضافه
در گویش‌های خراسانی علاوه بر حروف اضافه رایج در فارسی معیار که برخی با همان تلفظ معیار و برخی با تلفظ گویشی به کار می‌روند، حروف اضافه دیگری نیز وجود دارد. برای نمونه حرف اضافه «خد» (با) که در گویش‌های مختلف خراسانی تلفظ‌های، متفاوتی از آن وجود دارد. برای مثال در گویش‌های سبزواری و کلیدری آن را xa¦d، در گویش قوچانی، رومی و بیرجندی xod، در گویش نیشابوری axa¦d یا vaxa¦d، در گویش اسفراینی xoday در گویش قائنی xod /xoday، در گویش خواف xode و در گویش تربت‌حیدریه xedey در گویش کاشمری xede تلفظ می‌کنند.

### تکواژگونه‌ها
تفاوت در نظام آوایی گویش‌های خراسانی سبب شده است که تکواژگونه‌های متعددی از حروف اضافه مشترک میان این گویش‌ها و گویش فارسی معیار وجود داشته باشد. برای مثال در گویش سبزواری، نیشابوری، قائنی، بیرجندی، رومی برای حرف اضافه «به» تکواژگونه‌های be, ve, b، va, hÀ (علاوه بر vaو beدر گویش قائنی) و ha (علاوه بر be در گویش رومی) وجود دارد. در اغلب گویشهای خراسانی حرف اضافه «در» به صورت de (برای مثال در گویش‌های تربت‌حیدریه، کلیدری و سبزواری) دیده می‌شود.
در بیش‌تر گویش‌های خراسانی حرف اضافه «بر» به صورت ver یا var تلفظ می‌شود. در گویش اسفراینی حرف اضافه «بالا» به صورت (بَولَه) bowla تلفظ می‌گردد. در این گویش حرف اضافه دیگری نیز دیده می‌شود که مختص این گویش است، مانند tall (تل: مثل و مانند) یا az malla/ malley (ازمله/ ملی: از آن وقت/ تا آن‌وقت).

## اشتتاق در گویش‌های خراسانی
ساختمان واژه‌ها و روش‌های واژه‌سازی در گویش‌های خراسانی کمابیش همانند زبان فارسی معیار است. پیشوندها و پسوندهای موجود در گویش‌های خراسانی بیش‌تر همان پیشوندها و پسوندهای زبان فارسی معیار است، که برخی از آن‌ها عینآ و بعضی با اختلافاتی در لفظ یا معنی در این گویش‌ها به‌کار می‌رود. در گویش‌های خراسانی وندهایی وجود دارد که در فارسی معیار کاربردی ندارد، برخی از این وندها بازمانده از زبان فارسی میانه یا زبان فارسی دری نخستین است.

### پیشوند کر
پیشوند kor- (کُر) در گویش‌های جنوب خراسان نظیر قائنی و بیرجندی با اسم ترکیب شده و صفتی با مفهوم کوتاهی و بریدگی می‌سازد. kor-pa¦ (پاکوتاه) و kor-dom (دم‌بریده) نمونه‌ای از این پیشوندهاست. این پیشوند در فارسی محاوره‌ای به صورت kol (کُل: بی‌تناسب و کوتاه) تلفظ می‌شود که در اصل صفت است نه پیشوند. یکی از پسوندهای مشترک میان بسیاری از گویش‌های خراسانی، پسوند -uk است که به اسم پیوسته و صفت مبالغه می‌سازد، این پسوند در حقیقت شکل کهن پسوند -u در فارسی معیار است. این پسوند در اکثر گویش‌های خراسانی نظیر اسفراینی، فردوس، قائنی، بیرجندی، رایج است، مانند واژه av-da-bar-u¦k (بسیار آبکی)، در گویش فردوس و واژه اخموک axm-uk (بسیار اخمو)، در گویش اسفراینی واژه giryuk (بسیار گریان)، در گویش قائنی و بیرجندی. یکی دیگر از پسوندهای رایج در گویش‌های خراسانی پسوند نام آوا ساز -ast است؛ این پسوند در متون کهن فارسی دری نظیر قصص قرآن مجید، تفسیر شنشقی و تاج المصادر نیز به‌کار می‌رفته است. این پسوند به پایان یک نام آوا اضافه شده و تغییراتی در معنای آن پدیدمی‌آورد. به این ترتیب که مفهوم ناگهانی پدید آمدن و عدم استمرار (یا استمرار کوتاه مدت) نام آوا را می‌رساند. این پسوند در گویش‌های بیرجندی، قائنی، کاشمری، نیشابوری سبزواری، تربت‌حیدریه و حتی در لهجه مشهدی نیز دیده می‌شود. واژه gorombost (گُرُمبُست: صدای ناگهانی گرمب) و s§oloppas (شُلُپَس: صدای ناگهانی شُلُپ) مثالهایی از کاربرد این پسوند (با تغییراتی آوایی) در گویش‌های خراسانی است. علاوه بر این پسوندهای مشترک میان گویش‌های خراسانی، در برخی از گویش‌ها پسوندهای کهنی دیده می‌شود، که در میان گویش‌های دیگر رواج
ندارد، مانند پسوند بُنوتّ،o در گویش فردوس که پس از مضاف‌الیهی که نام پدر باشد می‌آید. این پسوند در اصل در فارسی میانه «ـان» (مانند اردشیر بابکان، خسرو قبادان) بوده است. hasan boraym-o (حسن برایُمُ، حسن پسر ابراهیم) نمونه‌ای از کاربرد آن است. پسوند صفت شباهت‌ساز -ixدر گویش نیشابوری (مانند ter-ix: به معنای راست وایستاده مانند تیر) نیز از پسوندهای کهن به‌شمار می‌رود.

## واژگان در گویش‌های خراسانی
در گنجینه غنی واژگان گویش‌های خراسانی علاوه بر واژه‌ها و ترکیباتی که در فارسی معیار وجود دارد (با تغییرات آوایی کم یا زیاد)، واژه‌های کهن و مشترکی یافت می‌شود که اکنون در زبان فارسی معیار از میان رفته است. بسیاری از این واژه‌ها و ترکیبها در متون کهن پارسی به‌ویژه متون قرون نخستین هجری، چون قرآن قدس، ترجمه تفسیر طبری، تفسیر ابوبکر عتیق نیشابوری، تفسیر قرآن‌مجید نسخه محفوظ در کتابخانه کیمبریج، سفرنامه ناصرخسرو، تاریخ بیهقی، کلیله و دمنه، سروده‌های عطار نیشابوری به‌کار رفته‌اند. شناخت این واژه‌ها در گویش‌های خراسانی مشکل درک برخی از متون کهن فارسی دری را برطرف می‌سازد. برای مثال واژه کنگرش در بیت بار کژ به کنگرش اندرا/ چون از او سوداست مرشادی تو را، از اشعار رودکی، به معنای آرنج آمده است. این واژه اکنون در گویش‌های جنوب خراسان نظیر بیرجندی و قائنی به صورت (کنگرشک) kongeres§k تلفظ می‌شود. همین واژه در اکثر گویش‌های دیگر خراسان نظیر نیشابوری، قوچانی، فریمانی، تربت‌جام، تربت حیدریه، اسفراینی، سبزواری و گویش خواف به صورت (زینگیچه) zingic§a دیده می‌شود.

### واژگان مختص گویش‌های خراسانی
در گویش‌های خراسانی واژه‌هایی وجود دارد که اگرچه در زبان فارسی معیار نیست، در دیگر گویش‌های ایرانی یافت می‌شود. برای نمونه در اکثر گویش‌های خراسانی واژه خُسُر/ خُسور (/xosur xosor) به‌معنای پدرزن و پدرشوهر وجود دارد. این واژه در برخی از گویش‌های کردی نیز به‌کار برده می‌شود. برخی از واژه‌های موجود در گویش‌های خراسانی از دیگرزبان‌ها و گویش‌های رایج در منطقه وارد شده است. برای مثال‌واژه قروت (qorut) در گویش‌های فردوس، تربت‌حیدریه، قائنی، اسفراینی و سبزواری (در دو گویش اخیر این واژه به صورت «قُریت» تلفظ می‌شود) وجود دارد که واژه‌ای ترکی است.